# Liste von Nebenflüssen des Rio Ivaí
Die Liste von Nebenflüssen des Rio Ivaí enthält Nebenflüsse des Rio Ivaí, die in OpenStreetMap namentlich ausgewiesen sind (Stand: Dezember 2022).
Längen- und Höhenangaben fußen auf OSM-Daten.
Die Höhenangaben werden mit dem Tool Google Maps Koordinaten einfach und schnell finden (Vivid Planet Software GmbH Internet Agentur und Webdesign Salzburg) festgelegt.
Die Länge und die Fluss-Kilometer werden anhand der Längenfunktion für die OSM-Wege ermittelt. Beispiel: „Weg: Rio Ivaízinho“> „Bearbeiten“ (als angemeldeter OSM-Nutzer) > „Kartendaten“ > „Maße-Feld anzeigen“.
| Nebenfluss                                                                                | Nebenfluss                                                                                | Nebenfluss                                                                                | Mündung  | Mündung     | Mündung                              |
| Name                                                                                      | Lage                                                                                      | Länge (km)                                                                                | Höhe (m) | bei Ivaí-km | Munizip                              |
| ----------------------------------------------------------------------------------------- | ----------------------------------------------------------------------------------------- | ----------------------------------------------------------------------------------------- | -------- | ----------- | ------------------------------------ |
| 1.) Oberlauf ab Zusammenfluss Rio dos Patos und Rio São João                              | 1.) Oberlauf ab Zusammenfluss Rio dos Patos und Rio São João                              | 1.) Oberlauf ab Zusammenfluss Rio dos Patos und Rio São João                              | 506      | 0,0         |                                      |
| Rio Barra Bonita                                                                          | links                                                                                     | 29                                                                                        | 505      | 8,5         | Prudentópolis                        |
| Rio dos Indios                                                                            | rechts                                                                                    | 33                                                                                        | 504      | 12,5        | Ivaí, Cândido de Abreu               |
| Rio Barra Grande                                                                          | links                                                                                     | 69                                                                                        | 502      | 26,9        | Prudentópolis                        |
| Rio Ivaizinho                                                                             | rechts                                                                                    | 44                                                                                        | 482      | 51,9        | Cândido de Abreu                     |
| Rio São Francisco (mit Unterlauf Rio Belo)                                                | links                                                                                     | 75                                                                                        | 475      | 106,9       | Turvo, Prudentópolis                 |
| Rio Pedrinho                                                                              | links                                                                                     | 46                                                                                        | 469      | 118,6       | Turvo, Boa Ventura de São Roque      |
| Rio Pitanga                                                                               | links                                                                                     | 66                                                                                        | 456      | 138,2       | Pitanga                              |
| Rio Borboleta                                                                             | links                                                                                     | 67                                                                                        | 452      | 143,8       | Pitanga                              |
| Rio Barra Preta                                                                           | links                                                                                     | 30                                                                                        | 450      | 160,8       | Pitanga, Manoel Ribas                |
| Rio Ubazinho                                                                              | rechts                                                                                    | 102                                                                                       | 441      | 169,6       | Cândido de Abreu                     |
| Rio Munhoz                                                                                | links                                                                                     | 13                                                                                        | 437      | 177,6       | Manoel Ribas                         |
| Arroio do Veado                                                                           | links                                                                                     | 3                                                                                         | 436      | 185,6       | Ariranha do Ivaí, Manoel Ribas       |
| Rio do Tigre (Ivaí)                                                                       | rechts                                                                                    | 36                                                                                        | 435      | 203,5       | Cândido de Abreu, Rio Branco do Ivaí |
| Rio das Antas (Oberer Ivaí)                                                               | rechts                                                                                    | 19                                                                                        | 421      | 221,7       | Rio Branco do Ivaí                   |
| Rio Azul (Ivaí)                                                                           | links                                                                                     | 44                                                                                        | 420      | 231,7       | Ariranha do Ivaí, Ivaiporã           |
| Ribeirão Formoso                                                                          | links                                                                                     | 16                                                                                        | 414      | 251,3       | Ivaiporã                             |
| Rio Branco                                                                                | rechts                                                                                    | 73                                                                                        | 413      | 264,9       | Grandes Rios                         |
| Ribeirão Jacutinga                                                                        | links                                                                                     | 16                                                                                        | 412      | 265,9       | Ivaiporā                             |
| Ribeirão Pindauva                                                                         | links                                                                                     | 60                                                                                        | 405      | 269,9       | Ivaiporã, Jardim Alegre              |
| Rio Alonso                                                                                | rechts                                                                                    | 219                                                                                       | 373      | 284,5       | Cruzmaltina, Grandes Rios            |
| 2.) Mittellauf ab Durchbruch der Serra Geral vom Segundo zum Terceiro Planalto Paranaense | 2.) Mittellauf ab Durchbruch der Serra Geral vom Segundo zum Terceiro Planalto Paranaense | 2.) Mittellauf ab Durchbruch der Serra Geral vom Segundo zum Terceiro Planalto Paranaense | 363      | 300,0       |                                      |
| Ribeirão Guaretá                                                                          | links                                                                                     | 22                                                                                        | 353      | 315,3       | Borrazópolis, Lunardelli             |
| Rio Bom                                                                                   | rechts                                                                                    | 119                                                                                       | 340      | 333,9       | Kaloré, Borrazópolis                 |
| Ribeirão Cambará                                                                          | rechts                                                                                    | 92                                                                                        | 307      | 358,2       | São Pedro do Ivaí                    |
| Rio da Bulha                                                                              | links                                                                                     | 130                                                                                       | 312      | 359,2       | São João do Ivaí                     |
| Rio Corumbataí                                                                            | links                                                                                     | 216                                                                                       | 307      | 364,2       | Fênix, São João do Ivaí              |
| Ribeirāo Barbacena                                                                        | rechts                                                                                    | 57                                                                                        | 297      | 372,2       | São Pedro do Ivaí                    |
| Rio Arurão                                                                                | links                                                                                     | 76                                                                                        | 296      | 377,7       | Fênix                                |
| Ribeirão Mariza                                                                           | rechts                                                                                    | 23                                                                                        | 291      | 387,7       | São Pedro do Ivaí, Itambé            |
| Ribeirão Ariranha                                                                         | links                                                                                     | 36                                                                                        | 290      | 398,4       | Fênix                                |
| Rio Keller                                                                                | rechts                                                                                    | 104                                                                                       | 282      | 403,4       | Itambé                               |
| Rio Mourão                                                                                | links                                                                                     | 122                                                                                       | 278      | 412,4       | Barbosa Ferraz, Engenheiro Beltrão   |
| Ribeirão Marialva                                                                         | rechts                                                                                    | 75                                                                                        | 277      | 416,7       | Itambé, Floresta                     |
| Ribeirão Caxias                                                                           | rechts                                                                                    | 21                                                                                        | 275      | 425,8       | Floresta                             |
| Rio Claro                                                                                 | links                                                                                     | 110                                                                                       | 264      | 438,3       | Terra Boa, Engenheiro Beltrão        |
| Ribeirão Paiçandu                                                                         | rechts                                                                                    | 46                                                                                        | 262      | 440,4       | Doutor Camargo                       |
| Ribeirão Bandeirantes do Sul                                                              | rechts                                                                                    | 61                                                                                        | 260      | 449,0       | Ourizona, Doutor Camargo             |
| Rio Andira                                                                                | rechts                                                                                    | 50                                                                                        | 258      | 452,0       | Ourizona                             |
| Ribeirão Ibertioga                                                                        | links                                                                                     | 19                                                                                        | 258      | 459,5       | Jussara                              |
| Rio Ligeiro                                                                               | links                                                                                     | 92                                                                                        | 258      | 461,5       | Jussara, São Tomé                    |
| Ribeirão Paranhos                                                                         | rechts                                                                                    | 39                                                                                        | 258      | 476,2       | São Carlos do Ivaí                   |
| Rio da Esperanca                                                                          | rechts                                                                                    | 58                                                                                        | 258      | 482,1       | São Carlos do Ivaí                   |
| Ribeirão da Jacutinga                                                                     | rechts                                                                                    | 23                                                                                        | 257      | 485,1       | Sāo Carlos do Ivaí                   |
| Rio dos Indios                                                                            | links                                                                                     | 106                                                                                       | 255      | 492,2       | Japurá, São Manoel do Paraná         |
| Ribeirão Anhumaí                                                                          | rechts                                                                                    | 64                                                                                        | 261      | 497,4       | Paraíso do Norte, Sǎo Carlos do Ivaí |
| Ribeirão Dezenove                                                                         | rechts                                                                                    | 16                                                                                        | 255      | 499,7       | Paraíso do Norte                     |
| Rio Suruquá                                                                               | rechts                                                                                    | 54                                                                                        | 255      | 509,1       | Paraíso do Norte                     |
| Córrego Água Fria                                                                         | rechts                                                                                    | 12                                                                                        | 255      | 519,2       | Mirador, Paraíso do Norte            |
| Córrego da Conceição                                                                      | links                                                                                     | 16                                                                                        | 251      | 522,1       | Guaporema                            |
| Ribeirão Paranavaí                                                                        | rechts                                                                                    | 63                                                                                        | 250      | 523,1       | Mirador                              |
| Ribeirão da Paixão                                                                        | rechts                                                                                    | 47                                                                                        | 248      | 524,1       | Mirador                              |
| 3.) Unterlauf ab Übergang vom Lavabasalt- zum Caiuá-Gruppen-Gebiet                        | 3.) Unterlauf ab Übergang vom Lavabasalt- zum Caiuá-Gruppen-Gebiet                        | 3.) Unterlauf ab Übergang vom Lavabasalt- zum Caiuá-Gruppen-Gebiet                        | 248      | 528,1       |                                      |
| Ribeirão Lica                                                                             | rechts                                                                                    | 55                                                                                        | 248      | 532,1       | Mirador                              |
| Córrego Travessa Grande                                                                   | links                                                                                     | 21                                                                                        | 248      | 536,3       | Guaporema                            |
| Rio Itaoca                                                                                | links                                                                                     | 33                                                                                        | 246      | 540,3       | Guaporema                            |
| Ribeirão Criciuma                                                                         | rechts                                                                                    | 29                                                                                        | 246      | 542,3       | Amaporã, Planaltina do Paraná        |
| Ribeirão Tapiracuí                                                                        | links                                                                                     | 70                                                                                        | 246      | 555,9       | Tapira, Cidade Gaúcha                |
| Ribeirão Selma                                                                            | rechts                                                                                    | 49                                                                                        | 246      | 564,1       | Planaltina do Paraná, Santa Mônica   |
| Rio Garoa                                                                                 | links                                                                                     | 29                                                                                        | 246      | 566,4       | Tapira                               |
| Rio Taquara                                                                               | rechts                                                                                    | 41                                                                                        | 240      | 593,9       | Santa Isabel do Ivaí, Santa Mônica   |
| Rio das Antas (Unterer Ivaí)                                                              | links                                                                                     | 85                                                                                        | 240      | 602,4       | Douradina, Tapira                    |
| Córrego São Jorge                                                                         | links                                                                                     | 16                                                                                        | 240      | 622,1       | Douradina                            |
| Córrego da Água Limpa                                                                     | links                                                                                     | 24                                                                                        | 240      | 628,2       | Ivaté, Douradina                     |
| Córrego Maravilha                                                                         | links                                                                                     | 16                                                                                        | 238      | 652,5       | Ivaté                                |
| Córrego 215                                                                               | links                                                                                     | 75                                                                                        | 237      | 664,3       | Ivaté, Icaraíma                      |
| Córrego da Onça                                                                           | links                                                                                     | 16                                                                                        | 235      | 668,1       | Icaraíma                             |
| Córrego Cobrinco                                                                          | links                                                                                     | 24                                                                                        | 235      | 682,2       | Icaraíma                             |
| 4.) Mündung des Rio Ivaí in den Rio Paraná                                                | 4.) Mündung des Rio Ivaí in den Rio Paraná                                                | 4.) Mündung des Rio Ivaí in den Rio Paraná                                                | 234      | 698,5       |                                      |